# Chợ Long Biên
Chợ Long Biên là một ngôi chợ tại phường Hồng Hà, thành phố Hà Nội. Chợ có tên là Long Biên do nằm gần cầu Long Biên ở sau đường Trần Nhật Duật. Nơi đây chủ yếu có người buôn bán đến từ các tỉnh giáp Hà Nội như Bắc Giang, Bắc Ninh, Hà Nam, Phú Thọ,... và từ một số huyện ngoại thành của Hà Nội như: Gia Lâm, Thanh Trì, Đông Anh, Mỹ Đức, Chương Mỹ,...
Chợ Long Biên là một nơi buôn bán quan trọng của quận Ba Đình. Đây là một chợ lớn thứ hai thành phố sau chợ Đồng Xuân. Chợ này nằm gần đường Hồng Hà, phía sau đường đê Yên Phụ.
Cổng vào chợ đặt ở cạnh đường Yên Phụ. Cổng này được tách thành ba phần: phần giữa là đường hai chiều dành cho ô tô và xe máy, 2 phần ở hai bên là đường một chiều dành cho xe thô sơ đi vào chợ và được phân cách bởi cột bê-tông to màu ghi.
Chợ này có các khu vực chính sau:
- Khu bán thủy sản, gia súc, gia cầm
- Khu bán rau, củ, quả
- Khu bán đồ ăn nhanh và giải khát
- Nhà vệ sinh
- Khu trông giữ xe máy, xe đạp
- Ban quản lý chợ